# أزطل (آيت زغار الغربية)
أزطل هو دُوَّار يقع بجماعة إمي نولاون، إقليم ورززات، جهة درعة تافيلالت في المملكة المغربية. ينتمي الدوّار لمشيخة آيت زغار الغربية التي تضم 8 دواوير. يقدر عدد سكانه بـ 1493 نسمة حسب الإحصاء الرسمي للسكان والسكنى لسنة 2004.

## وصلات خارجية
- البوابة الوطنية للجماعات الترابية
- المندوبية السامية للتخطيط